# Krupp (Washington)
Pour les articles homonymes, voir Krupp.
Krupp ou Marlin est une ville américaine située dans le comté de Grant, dans l'État de Washington. Selon le recensement de 2020, sa population est de 49 habitants.